# Ngana
Ngana ist ein Verwaltungsbezirk (Ward) des Distrikts Kyela in der tansanischen Region Mbeya. Er grenzt im Norden an den Bezirk Busale, im Osten an die Bezirke Itope und Katumbasongwe, im Süden an Malawi und im Westen an den Distrikt Ileje der Region Songwe.

## Geografie
Ngana ist ein ländlicher Bezirk im Südwesten von Tansania. Die Grenze im Norden und Osten bildet der Fluss Kiwira, der bei Kasumulu in den Songwe mündet. Dieser bildet im Süden die Grenze zu Malawi. Die Fläche des Bezirks beträgt 93,9 Quadratkilometer und bei der Volkszählung 2022 lebten hier 8694 Menschen in 2521 Haushalten.

## Gliederung
Der Bezirk besteht aus vier Gemeinden (Mtaa) mit 22 Orten (Kitongoji):
| Kasumulu - Ilondo - Jua Kali - Kasumulu - Kasumulu Kati - Ngumbulu | Mwalisi - Bujesi - Itope - Kani - Lusungo - Makeje - Ngonga | Ngana - Kandete - Majengo - Malola - Mbwata - Mwega - Nduka | Ushirika - Kasyunguti - Lusungo - Makasu - Mpalakata - Ibwengubati |

## Wirtschaft und Infrastruktur
- Landwirtschaft: In Ngana wird durch ein Bewässerungssystem der Anbau von Reis ermöglicht.[6]
- Bergbau: Im Norden des Bezirks wird Kohle abgebaut.[7]
- Bildung: Die Ngana Secondary School ist eine weiterführende Schule, die eine Ausbildung für Burschen und Mädchen bis zur 4. Stufe und auch eine Unterbringung in einem Internat anbietet.[8]
- Gesundheit: In der Region gibt es zwei öffentliche Apotheken, eine in der Gemeinde Ngana[9] und eine in Mwalisi.[10]